# Derramar sal

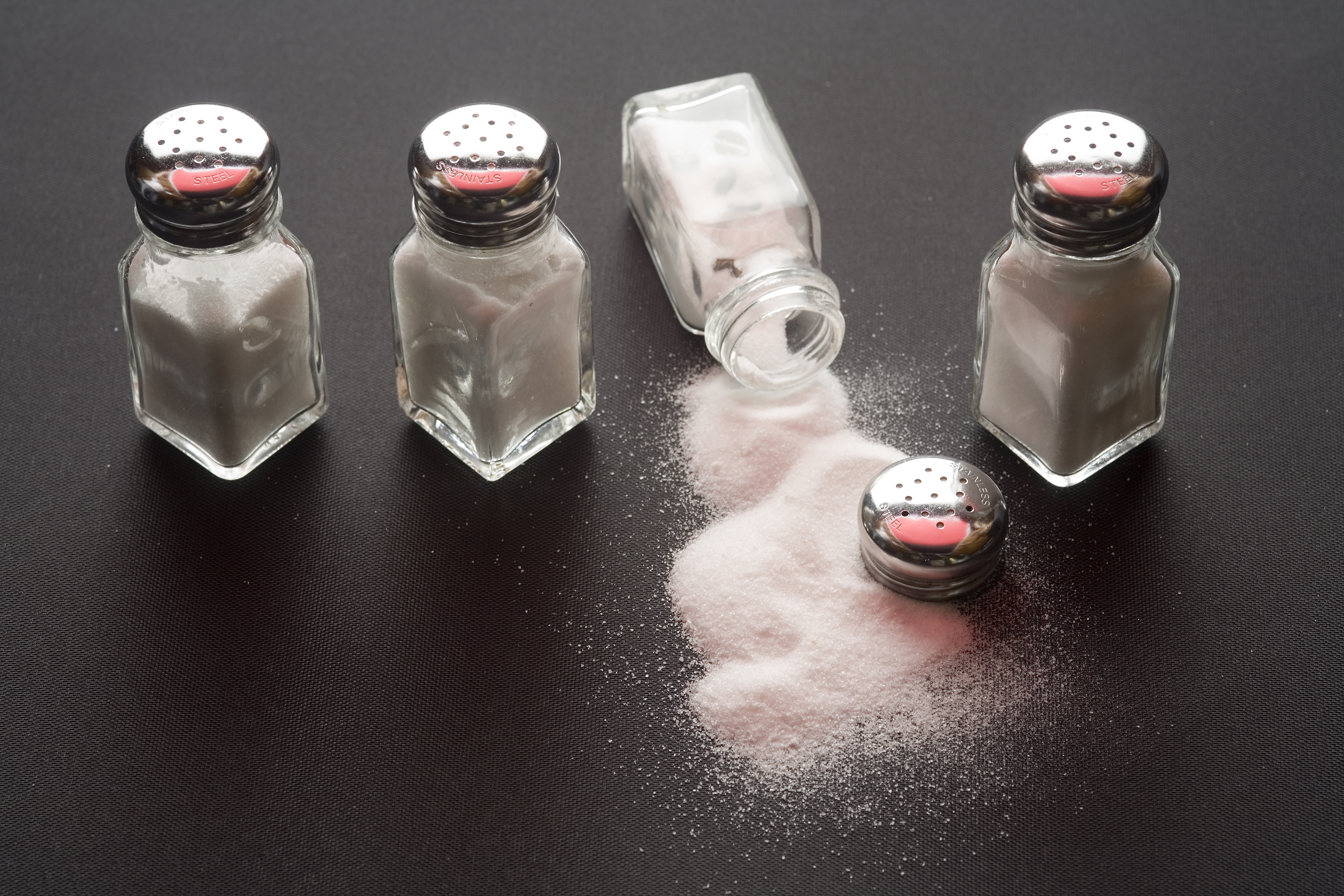

Verter sal (o también derramar sal) es considerado por algunos en Europa y América Latina como un mal presagio.

## Origen de la creencia
La creencia en la mala suerte que proviene de derramar la sal es antigua, y se remonta a la antigua Roma. Pierio Valeriano Bolzani en su Hieroglyphica de 1556 informa que "la sal era anteriormente un símbolo de amistad, debido a su calidad duradera. Pues hace las sustancias más compactas y las conserva por mucho tiempo: por lo tanto, se presenta a invitados antes que otra comida, para indicar la fuerza perdurable de la amistad. Por ello muchos consideran ominoso derramar sal sobre la mesa, y, por otro lado, propicio derramar vino, especialmente si no está mezclado con agua". 
Esta puede no ser la explicación real, ya que la sal era un bien valioso en la antigüedad y, como tal, fue vista como un símbolo de confianza y amistad. Un proverbio alemán sostenía que "el que derrama sal despierta enemistad". Según Charles Nodier, entre los "salvajes", "la acción de derramar la sal ...indica entre ellos el rechazo a la protección y la hospitalidad de dichos extraños, ya que pueden tener motivos para sospechar que son ladrones y asesinos".
Esto llevó al común malentendido de que, debido a que la sal era un artículo tan valioso, a los soldados romanos se les pagaba con ella. Sin embargo no hay evidencia histórica para esta creencia. La idea está tan ampliamente extendida y desde hace tanto tiempo, que la etimología de la palabra salario proviene del latín salarium ‘suma que se daba a los soldados para que se compraran sal’.

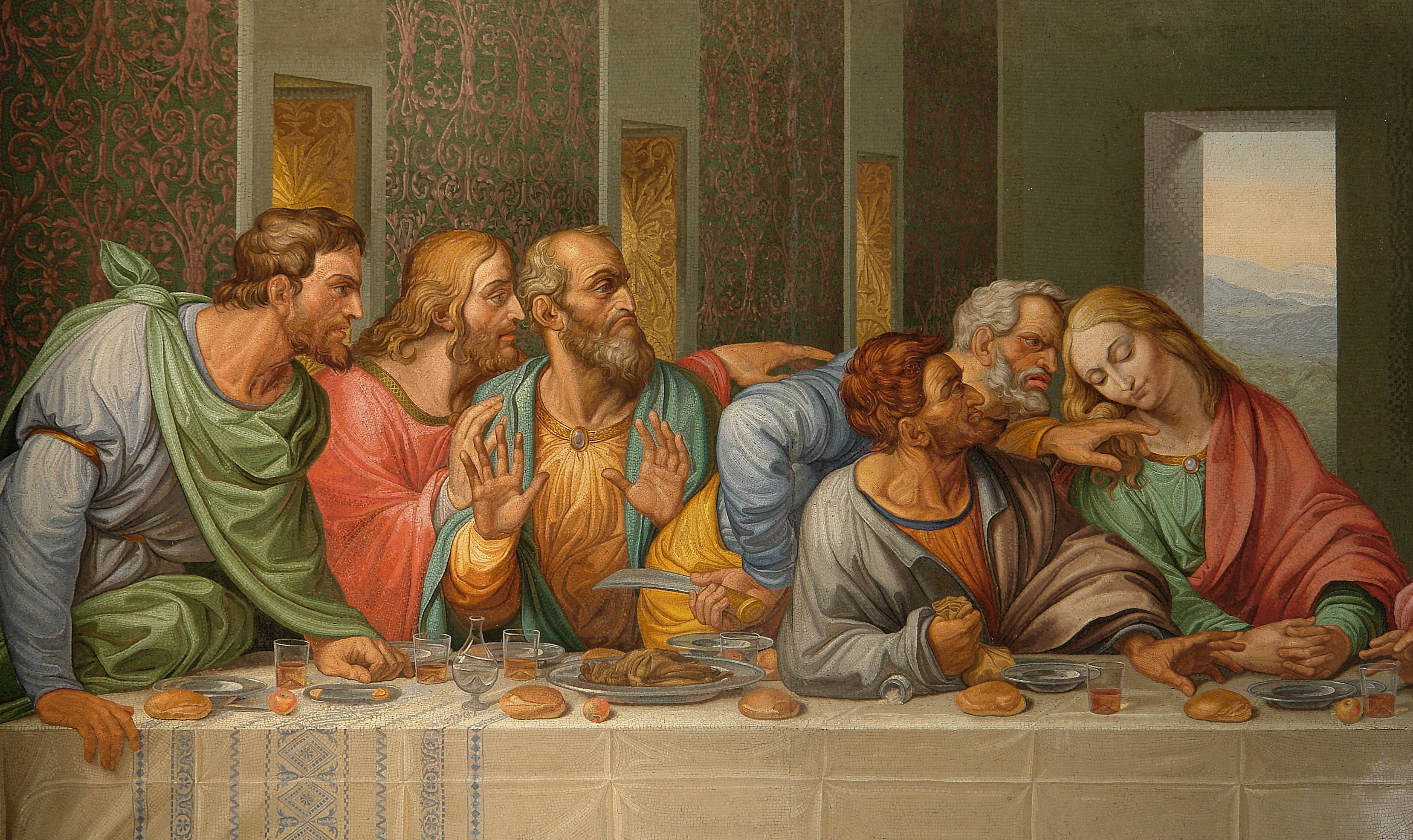
Mosaico copiado por Giacomo Raffaelli de la obra de La última cena, por Leonardo da Vinci, en la que puede verse cómo Judas Iscariote derrama la sal sin querer con el codo.

Una explicación generalizada de la creencia de que es desafortunado derramar sal es que Judas Iscariote derramó la sal en La Última Cena y, de hecho, La última cena de Leonardo da Vinci muestra a Judas derramando la sal de un salero. La razón de que esta explicación sea considerada cuestionable es que derramar sal ya era generalmente considerado un mal presagio, y de hecho, las imágenes que lo representan son anteriores al ejemplo de da Vinci.
Otra explicación, más acorde con la realidad histórica, puede ser el hecho de que en otras culturas era común derramar sal sobre la tierra conquistada, para espantar los malos espíritus o procurando que no volviera a germinar vida en ella. El ejemplo más conocido en la historia sucedió tras la victoria de Roma sobre Cartago en la tercera guerra púnica (149 a. C.), donde tras conquistar y arrasar con la ciudad fenicia el general Escipión Emiliano y sus hombres cubrieron con sal el suelo de la urbe y sus alrededores, aunque algunos hoy señalan que sería una leyenda apócrifa. Otras culturas, como los hititas o asirios, también tenían costumbre de esparcir ceremonialmente sal, minerales o plantas (malas hierbas, "berros" o kudimmu, que se asocian con la sal y la desolación) sobre ciudades destruidas. El Libro de los Jueces (9:45) dice que Abimelec, el juez de los israelitas, sembró su propia capital, Siquem, con sal, después de sofocar una revuelta contra él. En este sentido, derramar la sal era un símbolo de destrucción e infertilidad.
Algunos se han burlado de este mal presagio. Herbert Spencer escribió que "Una conciencia en la que vive la idea de que derramar sal será seguido por algún mal, obviamente aliada como lo está a la conciencia del salvaje, llena de creencias en presagios y encantamientos, da lugar a otras creencias como aquellas del salvaje".

## Contramedidas
Se utilizan una variedad de métodos para evitar el mal presagio de la sal derramada. La creencia contemporánea más común requiere que se arroje una pizca de la sal derramada sobre tu hombro izquierdo, en la cara del diablo (o la muerte, dependiendo de la versión) que allí acecha. Otros mencionan que lo mejor es derramar vino sobre la sal.
Aunque en general es ignorada como una superstición inefectiva, la profesora Jane Risen de la Universidad de Chicago publicó una investigación que muestra que tal "comportamiento para evitar la mala suerte" puede tener un efecto positivo en las acciones de las personas después de un evento de percibida mala suerte.

## Uso de la sal en las religiones
Una de las razones por las que esta superstición ha sido tan persistente y generalizada es que la sal ocupa un lugar importante en las religiones de muchas culturas:
- En los sacrificios brahmánicos y en los festivales organizados por los semitas así como por los griegos en el momento de la luna nueva, la se lanzaba al fuego para hacer ruidos crepitantes.[19]
- Los antiguos egipcios, griegos y romanos invocaban a los dioses con ofrendas de sal. Algunas personas piensan que este es el origen del agua bendita en el cristianismo.[20]
- En la mitología azteca, Huixtocihuatl era una diosa de la fertilidad que presidía sobre la sal y el agua salada.[21]
- La sal es una sustancia auspiciosa en el hinduismo y se usa en ceremonias como la inauguración de una casa y en las bodas.[22]
- En el jainismo, una ofrenda de arroz crudo con una pizca de sal significa devoción y se espolvorea sal sobre los restos cremados de una persona antes de su entierro.[23]
- En el budhismo mahayana se cree que la sal ahuyenta a los espíritus malignos, y después de un funeral,se lanza sal por sobre el hombro izquierdo para evitar que los espíritus malignos entren en la casa.[24]
- En el Sintoísmo, la sal es usada para la purificación ritual de lugares y personas y se colocan cúmulos de sal platos junto a las entradas de las empresas para evitar el mal y atraer clientes.[25]

- En el Antiguo Testamento, la sal es mencionada en treinta y cinco versos, algunos ejemplos son:

- La esposa de Lot se convirtió en una columna de sal cuando se volvió a mirar la destrucción de Sodoma y Gomorra(Génesis 19:26).
- Cuando el juez Abimelec destruyó a Siquem, se dice que "sembró sal en él" (Jueces 9:45).
- El Libro de Job menciona la sal como condimento. "¿Se puede comer sin sal aquello que es insípido? ¿O hay sabor en la clara de un huevo?" (Job 6: 6).

- En el Nuevo Testamento, seis versos mencionan la sal, los ejemplos incluyen:

- En el Sermón de la montaña, Jesús se refiere a los seguidores como la "sal de la tierra".
- El apóstol Pablo anima a los cristianos a dejar "que tu conversación esté siempre llena de gracia, sazonada con sal" (Colosenses 4: 6).

- En el catolicismo :

- La sal es obligatoria en el rito de la misa tridentina.
- La sal es el tercer elemento de la consagración celta, o rito galicano, empleado en la consagración de una iglesia.
- Puede agregarse al agua "donde se acostumbre" en el rito del agua bendita.
- Sal "bendecida" puede usarse para bendecir puertas y entradas así como para crear "barreras protectoras" alrededor de una casa o propiedad.

- En el judaísmo, se recomienda tener un pan salado, o agregar sal al pan si este no tiene sal, cuando se hace kidush para el shabat. Es costumbre esparcir un poco de sal sobre el pan o meterlo en un poco de sal al pasar el pan alrededor de la mesa después del Kidush.[30]
- Para preservar el pacto entre su pueblo y Dios, el pueblo judío introduce el pan del shabat en sal.[20]

- En la Wicca, la sal es simbólica del elemento Tierra. También se usa para limpiar un área de energía negativa dañina. Un plato de sal y uno de agua se colocan en la mayoría de los altares, y la sal es usada en muchos rituales.[31]